# Alen Halilović
Alen Halilović (født 18. juni 1996) er en kroatisk fodboldspiller, der spiller for Championship klubben Reading.
Han er søn af Sejad Halilović, der er tidligere landsholdsspiller for Kroatien og Bosnien-Hercegovina og storebror til Dino Halilović, som spiller for Esbjerg fB.
Han debuterede i Champions League den 24. oktober 2012 mod Paris Saint-Germain i en alder af 16 år.